# بروس ويبر (مخرج)
بروس ويبر (بالإنجليزية: Bruce Weber)‏ هو مصور موضة ومصور ومخرج أمريكي، ولد في 29 مارس 1946 في غرينسبورج في الولايات المتحدة.

## وصلات خارجية
- الموقع الرسمي
- بروس ويبر على موقع IMDb (الإنجليزية)
- بروس ويبر على موقع ألو سيني (الفرنسية)
- بروس ويبر على موقع ميوزك برينز (الإنجليزية)
- بروس ويبر على موقع أول موفي (الإنجليزية)
- بروس ويبر على موقع قاعدة بيانات الأفلام السويدية (السويدية)
- بروس ويبر على موقع ديسكوغز (الإنجليزية)
- بروس ويبر على موقع قاعدة بيانات الفيلم (الإنجليزية)
- بروس ويبر على موقع كينوبويسك (الروسية)